# Скорий Іван Антонович
Ско́рий Іва́н Анто́нович (нар. 31 січня (12 лютого) 1912 — пом. 5 березня 1980) — учасник Другої світової війни, командир батальйону, капітан, Герой Радянського Союзу (1943).

## Біографія
Народився 31 січня (12 лютого) 1912 року в селі Тетянівка Березнегуватського району Миколаївської області в селянській родині. Українець. Член ВКП(б) з 1940 року.
Закінчив 5 класів школи та професійно-технічну школу. Працював бригадиром у колгоспі.
До лав РСЧА призваний у 1934 році. У 1939 році закінчив курси молодших лейтенантів.
Учасник німецько-радянської війни з червня 1941 року.
Командир стрілецького батальйону 561-го стрілецького полку 91-ї стрілецької дивізії 51-ї армії 4-го Українського фронту капітан Скорий І. А. особливо відзначився в боях за місто Мелітопіль Запорізької області. У період з 12 по 23 жовтня 1943 року стрілецький батальйон під орудою капітана Скорого відбив атаку супротивника й на плечах відступаючого ворога оволодів околицею Мелітополя. В подальшому, розвиваючи наступ, батальйон оволодів і південною частиною центру міста.
У повоєнні роки І. А. Скорий продовжував військову службу. У 1947 році закінчив Військову академію імені М. В. Фрунзе. У 1958 році полковник І. А. Скорий вийшов у запас.
Мешкав у місті Люберці Московської області. До виходу на пенсію працював старшим приймальником промкомбінату.
Помер 5 березня 1980 року. Похований на старому Люберецькому цвинтарі.

## Нагороди
Указом Президії Верховної Ради СРСР від 1 листопада 1943 року капітану Скорому Івану Антоновичу присвоєне звання Героя Радянського Союзу з врученням ордена Леніна і медалі «Золота Зірка» (№ 1305).
Також нагороджений орденами Червоного Прапора, Олександра Невського, Червоної Зірки, медалями.